# Pobres criaturas (banda sonora)
Poor Things (Original Motion Picture Soundtrack) es la banda sonora de la película de 2023 Pobres criaturas dirigida por el cineasta griego Yorgos Lanthimos y protagonizada por Emma Stone y con las actuaciones de Mark Ruffalo y Willem Dafoe. La música original de la película está compuesta por el músico pop Jerskin Fendrix en su debut como compositor y presenta 21 pistas en el álbum de la banda sonora. Fue lanzado por Milan Records junto con la fecha de estreno de la película, el 8 de diciembre de 2023.

## Fondo
En junio de 2023, el pianista, violinista y compositor y músico Jerskin Fendrix fue contratado como compositor de la película en su debut musical, así como la primera película de Lanthimos que tiene una banda sonora, ya que sus películas anteriores utilizan música original. Lanthimos escuchó el álbum debut de Fendrix, Winterreise (2020) y "ni siquiera podía describirlo", pero descubrió que "había algo en él que se sentía tan bien". Al ser el álbum una mezcla de humor, sorpresa, irreverencia y profundidad, Lanthimos consideró que encajaba perfectamente con la protagonista Bella Baxter, interpretada por Emma Stone. Fendrix además se inspira en varios otros personajes principales para componer la música de la película, que la describió como:
"Si hay algún tipo de injusticia o [los personajes están] molestos por algo, sale a la luz de esta manera extremadamente entrañable, linda y vergonzosa. Y [por eso] mi caja de herramientas, musicalmente, es hablar de sentimientos de una manera muy vergonzosa". También estaba el aspecto cosmético de asegurar que [la partitura] pudiera mantenerse al día con lo extraordinariamente imaginativa que era toda la producción y los diseños de vestuario. Pero, en el fondo, creo que realmente tenía que ser muy emocionalmente vulnerable y no verbal."

## Lista de canciones
| N.º | Título                                     | Duración |  |
| 1.  | «Bella»                                    | 1:43     |  |
| 2.  | «'Wee'»                                    | 3:40     |  |
| 3.  | «Bella and Max»                            | 1:14     |  |
| 4.  | «'Mother of God'»                          | 1:11     |  |
| 5.  | «Victoria»                                 | 0:53     |  |
| 6.  | «Reanimation»                              | 0:58     |  |
| 7.  | «Bella and Duncan»                         | 2:36     |  |
| 8.  | «'I Just Hope She's Alright'»              | 0:53     |  |
| 9.  | «Lisbon»                                   | 2:35     |  |
| 10. | «O Quarto» (Soundtrack Version) (Carminho) | 1:16     |  |
| 11. | «Portuguese Dance I»                       | 1:09     |  |
| 12. | «Portuguese Dance II»                      | 1:55     |  |
| 13. | «'Goodbye Later Dove'»                     | 1:51     |  |
| 14. | «Duncan and Martha»                        | 1:21     |  |
| 15. | «Alexandria»                               | 2:48     |  |
| 16. | «Paris»                                    | 3:03     |  |
| 17. | «Bella / Les Yeux Bleus / Estore's Song»   | 1:37     |  |
| 18. | «London»                                   | 2:20     |  |
| 19. | «Alfie»                                    | 2:30     |  |
| 20. | «Alfie and Victoria»                       | 1:53     |  |
| 21. | «Bella, Max and God»                       | 1:35     |  |
| 22. | «'Poor Things' Finale and End Credits»     | 4:53     |  |

## Reconocimientos
| Premio                            | Fecha                 | Categoría                                         | Nominado        | Resultado | Ref.  |
| --------------------------------- | --------------------- | ------------------------------------------------- | --------------- | --------- | ----- |
| Ghent International Film Festival | 21 de octubre de 2023 | Premio Georges Delerue a la Mejor Música Original | Jerskin Fendrix | Ganador   | [ 3 ] |
| Golden Globe Awards               | 7 de enero de 2024    | Mejor Banda Sonora                                | Jerskin Fendrix | Nominado  | [ 4 ] |
| Premios Oscar                     | 10 de marzo de 2024   | Mejor Banda Sonora                                | Jerskin Fendrix | Pendiente | [ 5 ] |